# Atmosphere-Space Interactions Monitor
Pour les articles homonymes, voir ASIM.

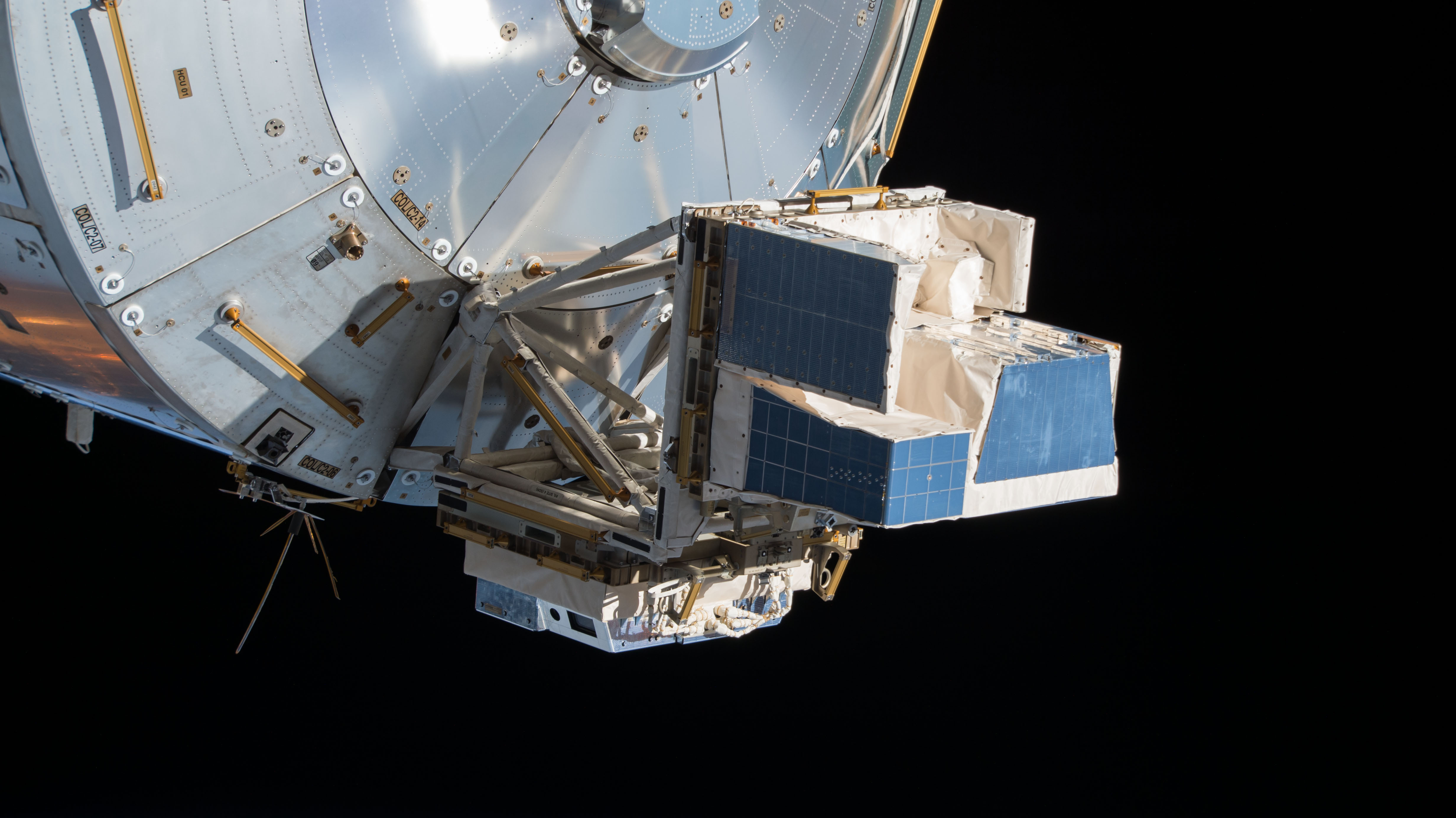
Vue sur le moniteur ASIM installé à l'extérieur du module Colombus de l'ISS.

Atmosphere-Space Interactions Monitor ou ASIM est une expérience de l'Agence spatiale européenne installée en 2018 à l'extérieur du laboratoire spatial européen Columbus  de la Station spatiale internationale, et qui doit recueillir des données sur les phénomènes lumineux transitoires et les flashs de rayonnement gamma terrestres, en relation avec les orages.

## Objectifs
Les phénomènes lumineux transitoires (TLE) sont des éclairs lumineux visibles en haute atmosphère et accompagnant les orages. Les TLE sont des phénomènes de fluorescence optique, provoqués par des décharges électriques au cours d'orages sous-jacents. Ils durent généralement entre moins d'une milliseconde et plus de 2 secondes. Ces phénomènes sont en grande partie incompris. Ces décharges peuvent monter très haut dans la stratosphère et peuvent contribuer à nous faire comprendre comment l'atmosphère de la Terre nous protège des rayonnements venant de l'espace.
Les premières observations, depuis l'espace et avec des micro-caméras, de farfadets et d'éclairs au nadir ont été effectuées depuis la Station spatiale internationale au cours de l'expérience LSO (Lightning and Sprites Observations), développée par le Commissariat à l'énergie atomique (CÉA).  À partir de 2020, le  micro-satellite du CNES Taranis devait également étudier ces phénomènes mais il a été détruit lors de son lancement.
Les chercheurs à l'origine de l'expérience ASIM tentent d'établir la relation existant entre les flash de rayons gamma terrestres, les éclairs et les décharges électriques à haute altitude.
La durée prévue de l'expérience est de 2 ans.

## Caractéristiques techniques
L'instrument ASIM comprend quatre caméras optiques, quatre photomètres et un détecteur MXGS de rayons X et gamma. Ces équipements sont utilisés pour observer en permanence la haute atmosphère et détecter les phénomènes lumineux transitoires (les farfadets, les jets et les elfes) et les flashes de rayonnement gamma terrestres, en relation avec les orages.
Deux caméras et deux photomètres pointent vers le nadir (vers la Terre) et sont co-alignés avec l'instrument MXGS tandis qu'un sous-ensemble identique pointent vers le limbe. Chacune des caméras optiques observant le limbe observe dans trois bandes spectrales optiques étroites (5 nanomètres) - 336,2, 391,4 et 762,2 nanomètres - et une bande spectrale large (650-740 nm). Les caméras pointées vers le nadir observent dans deux bandes étroites  (5 nanomètres) ; 337 et  777,4 nm. Le champ de vue des caméras observant le limbe est 20 x 20° (résolution spatiale au sol de 300 à 600 mètres) et celui des caméras pointés vers le nadir est de 80 x 80 ° (résolution spatiale au sol de 300 à 400 mètres). Les caméras prennent en permanence 12 images par seconde qui sont captées par un détecteur comportant 1024 x 1024 pixels. Les photomètres sont chargés de mesurer les variations très rapides de luminosité qui ne sont pas observables par les caméras. Ils effectuent leurs mesures avec une fréquence de 100 hertz.
L'expérience consomme environ 400 watts dont 200 watts pour les résistantes chauffantes. La masse de l'ensemble comprenant l'instrument et son support est d'environ 330 kg.

## Le projet
ASIM est un projet mené par l'Agence spatiale européenne. L'entreprise danoise Terma A/S est responsable du développement de l'instrument et DTU Space (National Space Institute) de l'Université technique du Danemark a la responsabilité scientifique du projet,,. La réalisation de cet instrument repose sur une large collaboration européenne, incluant, entre autres, l'Université technique du Danemark, l'Université de Bergen et l'Université de Valence,,.

## Déroulement de l'expérience
L'instrument ASIM a été placé en orbite le 2 avril 2018 dans le cadre de la mission SpaceX CRS-14. D'abord stocké dans la partie externe du cargo spatial, il a été ensuite installé à l'extérieur du laboratoire spatial européen Columbus de la Station spatiale internationale sur un des supports prévus pour les expériences exposées au vide. La durée prévue de l'expérience est de 2 ans.